# Gullivers rejser
Gullivers rejser (originaltitel Gulliver's Travels) er en roman skrevet af Jonathan Swift i 1726. Bogen er en kritisk allegori om samtiden. Den har en satirisk indfaldsvinkel til den menneskelige natur og er en parodi på den litterære undergenre "skipperskrøner". Den er Swifts mest kendte værk og er i dag en klassiker inden for engelsk litteratur.
Bogen handler om Lemuel Gulliver, en tidligere kirurg, der var kaptajn på flere skibe. Under en rejse til Ostindien udsættes han for skibsforlis på fire meget specielle steder. Rejseskildringen blev meget populær ved udgivelsen, dels fordi det var en underholdende bog, som læserne let kunne identificere sig med, dels på grund af bogens samfundskritik. Gullivers rejser er i humoristisk form gennemsyret af foragt for menneskers dårskab. Den engelske poet og dramatiker John Gay skrev i et brev til Swift i 1726, at bogen "er universielt læst, fra statsrådet til børneværelset") 

## Romanens fire dele
Romanen består af fire dele:

### Del I: Rejsen til Lilleput
4. maj 1699 – 13. april 1702
Bogen begynder med et kort forord, hvor Gulliver, i tråd med datidens litterære stil, giver et kortfattet sammendrag af sin livshistorie inden rejserne.
På sin første rejse bliver Gulliver skyllet i land efter et skibsforlis og vågner op som fange hos et folkeslag, som er én tolvtedel af størrelsen på normale mennesker (15 cm høje), de er indbyggere i landet Lilleput. Efter at have forsikret dem om sin gode opførsel, får han tildelt et bosted i Lilleputt og bliver populær ved hoffet. Herefter følger Gullivers observationer af hoffet i Lilleput, der har form som en satire over datidens hof ved det engelske kongehus, under kong Georg 1. af Storbritannien. Gulliver hjælper lilleputterne med at undertvinge sig nabolandet Blefuscu ved at stjæle deres flåde. Derimod nægter han til kongens og hoffets store fortrydelse at gøre Blefuscu til en del af Lilleput. Gulliver sigtes for forræderi og en række andre absurde anklager, hvorefter han dømmes til at blive blindet. Med hjælp fra en ven lykkes det imidlertid Gulliver at flygte til Blefuscu, hvor han finder en forladt båd, som han overtager. Han sejler ud mod havet, hvor han bliver fundet og reddet af et forbipasserende skib, der bringer ham hjem. Striden mellem lilleputterne og blefuscuerne repræsenterer striden mellem England og Frankrig, mens årsagen til krigen er en satire over fejden mellem katolikker og protestanter, temaer, Swift anså som trivielle.

### Del II: Rejsen til Brobdingnag
20. juni 1702 – 3. juni 1706
Da det gode skib Adventure kommer ud af kurs under en storm, og mandskabet tvinges til at gå i til land for at skaffe sig friskt vand, bliver Gulliver efterladt af sine medrejsende og fundet af en 24 meter høj bondekæmpe (skalaen på lilleputter er omtrent 1:12; brobdingnager er 12:1). Han tager Gulliver med sig hjem og lader sin datter tage sig af ham. Bonden udstiller Gulliver for nysgerrige indbyggere, der betaler entré for det sære syn. Der bliver bygget et lille hus til Gulliver, som han kan bæres rundt i; huset kaldes hans "rejsetaske". Da rygtet om Gullivers tilstedeværelse når hoffet, ønsker dronningen af Brobdingnag at se forestillingen. Hun finder Gulliver interessant og køber ham. Indimellem fantastiske eventyr som kampe mod kæmpehvepse og at blive løftet op på et tag af en abe, diskuterer han samfundslivet i England med kongen. Under samtalerne kritiserer kongen åbent Englands styre. Under en tur til havet bliver Gulliver og hans rejsetaske taget af en kæmpeørn, der smider Gulliver og rejsetasken i havet. Gulliver bliver fundet af nogle sømænd, der tager ham retur til England.

### Del III: Rejsen til Laputa, Balnibarbi, Glubbdubdrib, Luggnagg og Japan
5. august 1706 – 16. april 1710
Gullivers skib bliver angrebet af pirater, der efterlader ham på en øde ø. Heldigvis reddes han af den flyvende ø Laputa ('La Puta' er spansk for 'luderen'), der er i konstant bevægelse. Indbyggerne i Laputa er ivrigt optaget af musik og matematik, men er ude af stand til praktisk anvendelse af disse kundskaber. Gulliver rejser rundt på Laputa som gæst og ser de sørgelige resultater af de bevidstløse tilbedelse af videnskaben uden praktiske resultater, hvilket udgør en satire over bureaukratiet og Royal Society og dets eksperimenter. På øens videnskabelige akademi udfoldes store bestræbelser på at trække solstråler ud af agurker, blødgøre marmor til brug i puder, lære hvorledes maling blandes ved brug af lugtesansen osv. 
Gulliver bliver herefter taget med til Balnibarbi for at møde en hollandsk handelsmand, som kan tage ham med til Japan og derfra videre til England.

### Del IV: Rejsen til Houyhnhnmenes land
7. september 1710 – 5. december 1715
På trods af sine tidligere planer om at holde sig hjemme, drager Gulliver tilbage ud på havet, hvor hans mandskab bliver taget til fange af af hollandske og japanske pirater, der forsøger at tvinge dem over på deres side. Gulliver bliver efterladt i en lille båd og møder først en række tilsyneladende hæslige og deforme skabninger. Kort efter møder han en hest og forstår da, at hestene er herskere, mens de deforme skabninger er mennesker i den enkleste form. Gulliver slutter sig til hestene og begynder at beundre og efterligne houyhnhnmene og deres livsstil. Houyhnhnmerne afholder senere en forsamling, hvorpå det besluttes at udvise Gulliver i den tro, at han er en fare for deres civilisation. Gulliver bliver mod sin vilje reddet af et portugisisk skib, der tager ham med tilbage til England.

## Eksterne links
- Wikimedia Commons har flere filer relateret til Gullivers rejser